# Västra Marssjön
Västra Marssjön är en sjö i Vilhelmina kommun i Lappland och ingår i Ångermanälvens huvudavrinningsområde. Sjön har en area på 4,61 kvadratkilometer och ligger 534 meter över havet. Sjön avrinner genom en kort strömsträcka till Östra Marssjön som avvattnas av vattendraget Marsån.

## Delavrinningsområde
Västra Marssjön ingår i det delavrinningsområde (721281-147975) som SMHI kallar för Utloppet av Västra Marssjön. Medelhöjden är 578 meter över havet och ytan är 19,69 kvadratkilometer. Räknas de 2 avrinningsområdena uppströms in blir den ackumulerade arean 54,02 kvadratkilometer. Marsån som avvattnar avrinningsområdet har biflödesordning 2, vilket innebär att vattnet flödar genom totalt 2 vattendrag innan det når havet efter 360 kilometer. Avrinningsområdet består mestadels av skog (51 procent) och sankmarker (15 procent). Avrinningsområdet har 4,65 kvadratkilometer vattenytor vilket ger det en sjöprocent på 23,6 procent. Bebyggelsen i området täcker en yta av 0,59 kvadratkilometer eller 3 procent av avrinningsområdet.